# Plomin Luka
Plomin Luka, popis 1991; skupaj: 192
Plomin Luka (italijansko Porto Fianona) je naselje na Hrvaškem, ki upravno spada pod občino Kršan; le-ta pa spada pod Istrsko županijo.

## Geografija
Naselje Plomin Luka, v katerem je pristanišče, leži pod naseljem Plomin, na koncu 3,5 km dolgega in 300 do 400 m širokega Plominskega zaliva (tudi Luka Plomin). Pristan je dobro zavarovan pred vetrovi in ga uporabljajo tako tovorne ladje za dovoz premoga kot trajekti in ribiči.
Na pomolu stoji svetilnik, ki oddaja svetlobni signal: Z Bl 3s.
Celotni pečat pokrajini na koncu zaliva daje Termoelektrarna Plomin.

## Demografija
| Pregled števila prebivalcev po letih | Pregled števila prebivalcev po letih | Pregled števila prebivalcev po letih | Pregled števila prebivalcev po letih | Pregled števila prebivalcev po letih | Pregled števila prebivalcev po letih | Pregled števila prebivalcev po letih | Pregled števila prebivalcev po letih | Pregled števila prebivalcev po letih | Pregled števila prebivalcev po letih | Pregled števila prebivalcev po letih | Pregled števila prebivalcev po letih | Pregled števila prebivalcev po letih | Pregled števila prebivalcev po letih | Pregled števila prebivalcev po letih |
| ------------------------------------ | ------------------------------------ | ------------------------------------ | ------------------------------------ | ------------------------------------ | ------------------------------------ | ------------------------------------ | ------------------------------------ | ------------------------------------ | ------------------------------------ | ------------------------------------ | ------------------------------------ | ------------------------------------ | ------------------------------------ | ------------------------------------ |
| 1857                                 | 1869                                 | 1880                                 | 1890                                 | 1900                                 | 1910                                 | 1921                                 | 1931                                 | 1948                                 | 1953                                 | 1961                                 | 1971                                 | 1981                                 | 1991                                 | 2001                                 |
| 0                                    | 0                                    | 252                                  | 353                                  | 410                                  | 448                                  | 0                                    | 0                                    | 357                                  | 257                                  | 310                                  | 286                                  | 222                                  | 192                                  | 204                                  |

## Gospodarstvo
Glavni gospodarski objekt v celotni okolici je termoelektrarna Plomin.